# Christian Mahieux
 (novembre 2017).
Pour les articles homonymes, voir Mahieux.
Christian Mahieux, né le 5 décembre 1957, est un syndicaliste cheminot, l'un des fondateurs du syndicat SUD-Rail en 1996 et l'un de ses secrétaires fédéraux. Il est membre du Secrétariat national de l'Union syndicale Solidaires (qui rassemble notamment l'ensemble des syndicats SUD).
Il s'est notamment fait connaitre du grand public à l'occasion des grèves des transports publics de novembre 2007 s'opposant à la réforme des régimes de retraite, et au cours des mobilisations nationales interprofessionnelles de 2009 et 2010.

## Biographie
Christian Mahieux milite en premier lieu au sein de mouvements pacifistes et antimilitaristes : des manifestations contre la "loi Debré" au printemps 1973 qui modifiait les possibilités de sursis avant incorporation au Service national, jusqu'à la demande collective du statut d'objecteur de conscience (OP 20), en passant par des périodes d'insoumission totale. Il participe à de nombreuses manifestations, en France, mais aussi en Europe, notamment les marches internationales pour la démilitarisation et contre l'OTAN et le Pacte de Varsovie.
Sans diplôme, il intègre la SNCF en novembre 1976 ; il se syndique à la Confédération française démocratique du travail (CFDT) et milite au syndicat CFDT des cheminots de Paris Sud-Est. Ce syndicat fait partie de "l'opposition" CFDT ; de 1976 à 1995, il assume diverses fonctions au sein de l'organisation syndicale : secrétaire régional des cheminots CFDT de Paris Sud-Est - alternativement Délégué du Personnel, élu au Comité d'établissement, élu au Comité d'Hygiène, de Sécurité et des Conditions de Travail - représentant national CFDT dans diverses délégations auprès de la SNCF - membre du conseil départemental de l'Union Départementale CFDT du Val-de-Marne.
En janvier 1996, avec la quasi-totalité des adhérents du syndicat CFDT des cheminots de Paris Sud-Est, rejoints par d'autres (ex-CGT, ex-FO et non-syndiqués), il participe à la création du premier syndicat SUD au sein du secteur ferroviaire.
De 1996 à sa retraite, il assume divers mandats locaux et régionaux (DP, CE, CHSCT), nationaux (CCE, Commission Mixte du Statut, Commission Nationale Mixte, etc.) ; il est membre du bureau fédéral SUD-Rail, de 1999 à octobre 2009. Il est responsable des secteurs international et information - entre autres. De septembre 2010 à février 2013, il est membre du Conseil d'Administration de la SNCF.
Représentant de SUD-Rail au Comité national de Solidaires depuis 2006, il est membre du Secrétariat national de l'Union syndicale Solidaires de juin 2008 à juin 2014.
Retraité, il milite au sein de l'Union syndicale Solidaires : comité éditorial des Cahiers Les utopiques, commission internationale et notamment lien avec le Réseau syndical international de solidarité et de luttes, union départementale du Val de Marne, fédération SUD-Rail...
Sur le plan politique, il a été membre de l'Union des travailleurs communistes libertaires (UTCL), organisation à laquelle a succédé Alternative libertaire en 1991 puis l'Union communiste libertaire en 2019.
Sur le plan professionnel, il est agent commercial de 1976 à 2001.Toujours affecté à la Gare de Lyon, il devient alors agent de maitrise administratif. En 2009, il est nommé cadre administratif, toujours à la Gare de Lyon ; il est en retraite à compter de mars 2013.
Christian Mahieux est également membre des associations Rails et histoire et FERINTER et de l'équipe de rédaction de la revue La Révolution prolétarienne.

## Publications
Monographies
- Christian Mahieux, Désobéissances ferroviaires, Paris, Syllapse, coll. « Coup pour coup », 2022, 95 p. (ISBN 9782849509944)

Articles
- Cahiers Les utopiques, articles.
- Europe Solidaire, articles.
- À l'encontre, articles.
- FERINTER, articles.